# Aamulehti

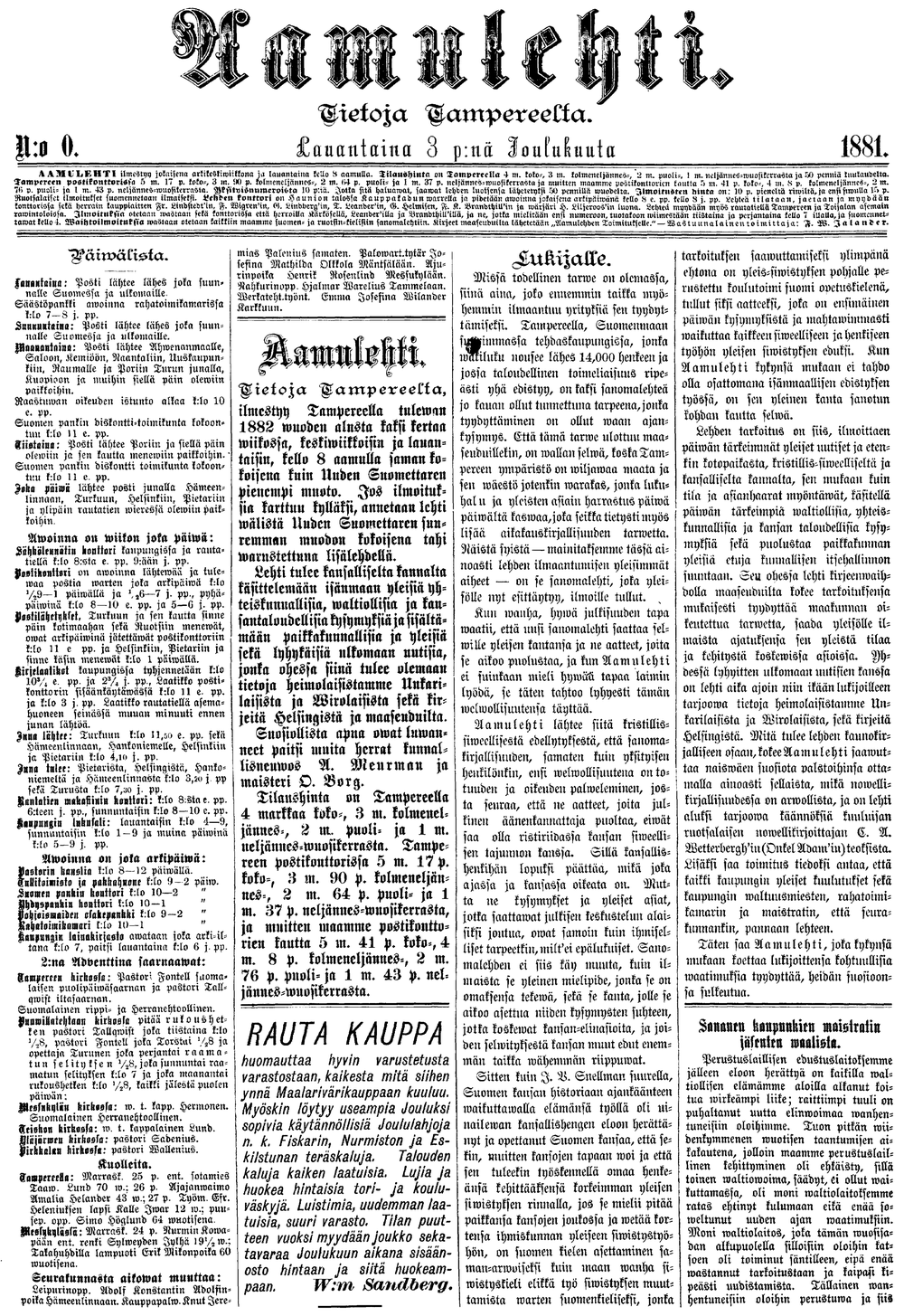
Prima pagina del primo numero del quoticiano, datata 1881

Aamulehti è un quotidiano finlandese pubblicato a Tampere. Ha la seconda posizione nella classifica delle vendite fra tutti i giornali di quella nazione. Oggi Aamulehti è proprietà di Alma Media, grosso gruppo di informazione finlandese.
Un altro grosso quotidiano d'informazione generale in Finlandia è l'Helsingin Sanomat.